# Сорнас
Сорнас (кат. Sornàs) — деревня в Андорре, на территории общины Ордино. Расположена в северо-западной части страны.
Население деревни по данным на 2014 год составляет 185 человек.
Динамика численности населения:
| 2007 | 2008 | 2009 | 2010 | 2011 | 2012 | 2013 | 2014 |
| ---- | ---- | ---- | ---- | ---- | ---- | ---- | ---- |
| 152  | 171  | 175  | 198  | 183  | 184  | 194  | 185  |